# Marija Bedarëva
Marija Andreevna Bedarëva (in russo Мария Андреевна Бедарёва?; Il'pyrskoe, 3 marzo 1992) è un'ex sciatrice alpina russa.

## Biografia
Attiva in gare FIS dal dicembre del 2007, la Bedarëva ha esordito in Coppa Europa il 5 dicembre 2009 a Lillehammer Kvitfjell in combinata (34ª) e in Coppa del Mondo il 28 gennaio 2012 a Sankt Moritz in discesa libera, classificandosi 46ª: tale piazzamento sarebbe rimasto il migliore della sua carriera nel massimo circuito internazionale.
Ha preso parte a un'edizione dei Campionati mondiali, Schladming 2013, dove si è piazzata 32ª nella discesa libera, 29ª nel supergigante e 28ª nella supercombinata, e a una dei Giochi olimpici invernali, Soči 2014, dove è stata 30ª nella discesa libera e non ha completato il supergigante e lo slalom gigante. Il 25 gennaio 2015 ha disputato la sua ultima gara in Coppa del Mondo, il supergigante di Sankt Moritz che non ha completato, e si è ritirata durante la stagione 2017-2018; la sua ultima gara è stata uno slalom gigante FIS disputato a Magnitogorsk il 20 dicembre, chiuso dalla Bedarëva al 9º posto.

## Palmarès

### Coppa Europa
- Miglior piazzamento in classifica generale: 69ª nel 2014

### Nor-Am Cup
- Miglior piazzamento in classifica generale: 17ª nel 2012
- Vincitrice della classifica di supergigante nel 2012
- 2 podi:
  - 2 vittorie

#### Nor-Am Cup - vittorie
| Data            | Località | Paese  | Specialità |
| --------------- | -------- | ------ | ---------- |
| 6 dicembre 2011 | Nakiska  | Canada | SG         |
| 7 dicembre 2011 | Nakiska  | Canada | SG         |

Legenda:

SG = supergigante

### South American Cup
- Miglior piazzamento in classifica generale: 13ª nel 2014
- 5 podi:
  - 2 vittorie
  - 1 secondo posto
  - 2 terzi posti

#### South American Cup - vittorie
| Data           | Località     | Paese   | Specialità |
| -------------- | ------------ | ------- | ---------- |
| 25 agosto 2011 | Valle Nevado | Brasile | SG         |
| 28 agosto 2011 | El Colorado  | Cile    | GS         |

Legenda:

SG = supergigante

GS = slalom gigante

### Far East Cup
- Miglior piazzamento in classifica generale: 40ª nel 2016 e nel 2017
- 1 podio:
  - 1 secondo posto

### Campionati russi
- 10 medaglie:
  - 1 oro (supergigante nel 2014)
  - 7 argenti (supergigante nel 2009; discesa libera nel 2011; supergigante nel 2012; slalom gigante nel 2014; discesa libera, supergigante, slalom gigante nel 2015)
  - 2 bronzi (slalom speciale nel 2014; slalom gigante nel 2016)